# Ладыжицы
 Ладыжицы (Ерши-Ладыжицы) — деревня в Смоленской области России, в Смоленском районе. Население — 11 жителей (2007 год). Расположена в западной области в 15 км к западу от Смоленска, в 2,5 км севернее автодороги А141 Орёл — Витебск, на северном берегу озера Купринское. В 2 к северо-западу от деревни железнодорожная станция Куприно на линии Смоленск — Витебск.
Входит в состав Гнёздовского сельского поселения. Улицы: Советская, Моховая.

## История
Впервые упоминается в XII веке как Лодейницы (от «лодья» — основной вид судна, использовавшийся на пути «из варяг в греки», здесь в то время проходил один из волоков из Западной Двины в Днепр). В дальнейшем название претерпело некоторые изменения.

## Достопримечательности
Комплекс памятников археологии в районе деревни на северном берегу озера Кпуринское:
- Городище в 1 км к северо-востоку от деревни.
- Селище на южной окраине деревни на берегу озера.
- Курган юго-восточнее деревни.